# 페테르스집박쥐
 페테르스집박쥐(Falsistrellus petersi)는 애기박쥐과에 속하는 박쥐의 일종이다. 인도네시아와 말레이시아 그리고 필리핀에서 발견된다.

## 특징
전체 몸길이가 88~95mm인 작은 박쥐로 전완장이 38~40mm이고 꼬리 길이가 32~39mm이다. 발 길이는 8~9mm, 귀 길이는 14~16mm, 몸무게는 최대 9g이다. 털이 길다. 등 쪽은 갈새과 거무스레한 색을 띠는 반면에 배 쪽과 머리는 갈색이다. 주둥이는 짙은 회색을 띤다.

## 생태
보르네오섬 북부 사바주 산악 숲의 고립된 건물의 처마 아래에 작은 무리를 지어 은신하는 모습이 발견된다. 먹이는 곤충이다.

## 분포 및 서식지
보르네오섬과 술라웨시섬, 말루쿠 제도의 부루섬과 암본, 필리핀 루손섬과 민다나오섬에 널리 분포한다.